# جورج کلبل
جورج کلبل (انگلیسی: George Kelbel؛ زادهٔ ۶ اوت ۱۹۹۲) بازیکن فوتبال اهل آلمان است.
از باشگاه‌هایی که در آن بازی کرده‌است می‌توان به باشگاه فوتبال هامبورگ اشاره کرد.